# Concha acústica

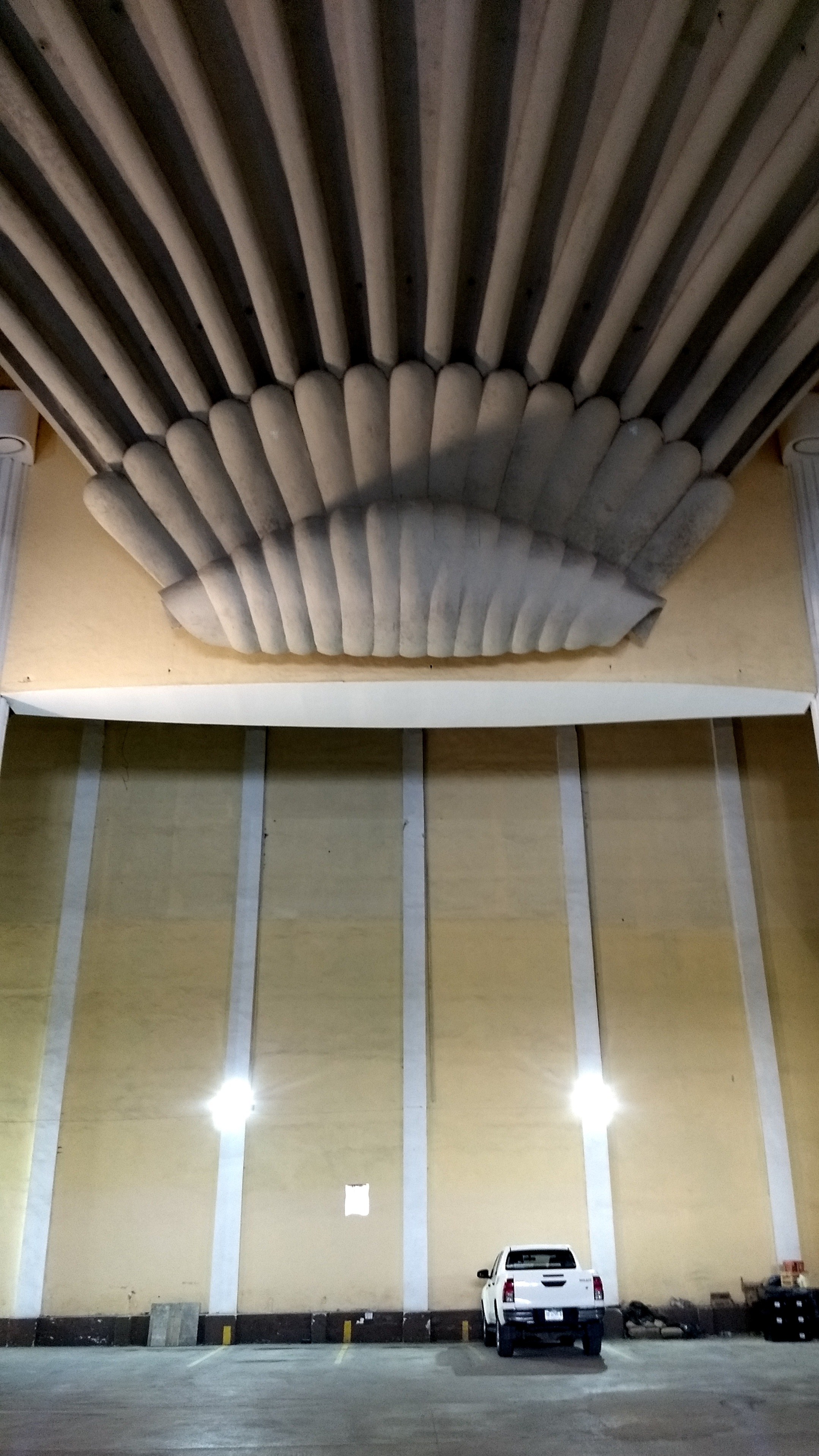
Concha acústica del antiguo cine Avenida, en la ciudad de San Luis Potosí, México. Actualmente se encuentra en el estacionamiento de un restaurante.

Una concha acústica es una estructura de superficies reflectantes, normalmente desmontable y modular, que se construye dentro de la caja del escenario de una sala de conciertos, teatro o auditorio con el fin de facilitarles a los músicos de las distintas agrupaciones de música, sean estas orquestas sinfónicas, de cámara o solistas, una óptima reflexión acústica (reflexiones tempranas) cuando las distancias entre ellas y el techo y laterales de la sala sean excesivas.